# HMS St George (1622)
El HMS St George, a veces escrito como HMS George, fue un gran barco de guerra de 42 cañones de la Marina Real inglesa, construido por Andrew Burrell en Deptford y botado en 1622. En 29 de septiembrejul./ 9 de octubre de 1654greg. fue asignado a la Flota del Mediterráneo. En 1660 su armamento se había incrementado a 56 cañones. Finalmente aumentó a 60 cañones. El St George quedó a flote sin sistema de gobierno y velamen en 1687, siendo hundido como barco de bloqueo en Sheerness en 1697.
El St George fue el buque insignia de Robert Blake durante la guerra anglo-española (1655-1660), donde, durante la primera guerra anglo-neerlandesa, había perdido la vida en su viaje de regreso a Inglaterra, a consecuencia del escorbuto. Blake lo utilizó también como uno de sus buques insignia en la Flota del Mediterráneo entre septiembre de 1654 y agosto de 1657. En 1650, durante el periodo de la Mancomunidad de Inglaterra, el buque cambió el nombre a HMS George, volviendo a recuperar su nombre original en 1660, con la Restauración de los Estuardo.